# It’s Been Awhile
It's Been Awhile – ballada rockowa zespołu Staind, wydana w 2001 roku jako singel promujący album Break the Cycle.

## Treść
Podmiot liryczny wyraża w utworze smutek z powodu straty kobiety – jedynej osoby, która była w stanie leczyć jego nałogi i koić nerwy. Po utracie ukochanej podmiot liryczny powtarzał autodestrukcyjny cykl, a w piosence uświadamia sobie, że minęło już trochę czasu od momentu, kiedy był szczęśliwy.
Aaron Lewis przyznał, że piosenka o tak smutnej treści wynika z bólu jako jednego z aspektów jego osobowości. W rzeczywistości Lewis był wówczas kilka lat po zawarciu ślubu z Vanessą.

## Teledysk
Do utworu został zrealizowany teledysk w reżyserii Freda Dursta. W klipie gościnnie wystąpiła Vanessa Lewis. Teledysk był nominowany w 2001 roku do nagrody MTV Video Music Award w kategorii teledysk rockowy.

## Odbiór
Jest to najpopularniejszy utwór Staind, który pomógł także zaistnieć zespołowi na scenie międzynarodowej, będąc notowanym w kilkunastu krajach.
| Lista             | Pozycja | Źródło |
| ----------------- | ------- | ------ |
| Australia         | 24      | [ 4 ]  |
| Austria           | 54      | [ 4 ]  |
| Belgia (Flandria) | 46      | [ 4 ]  |
| Europa            | 39      | [ 5 ]  |
| Holandia          | 19      | [ 4 ]  |
| Irlandia          | 18      | [ 6 ]  |
| Niemcy            | 43      | [ 4 ]  |
| Nowa Zelandia     | 13      | [ 4 ]  |
| Polska            | 44      | [ 7 ]  |
| Stany Zjednoczone | 5       | [ 2 ]  |
| Szkocja           | 12      | [ 8 ]  |
| Szwajcaria        | 79      | [ 4 ]  |
| Szwecja           | 23      | [ 4 ]  |
| Wielka Brytania   | 15      | [ 2 ]  |

## Wykorzystanie
Utwór został wykorzystany w 2001 roku w zwiastunach serialu UC: Undercover. Piosenka pojawiła się także w grze Donkey Konga 2 z 2004 roku.